# Comuna de Słubice
Słubice (polaco: Gmina Słubice) é uma gminy (comuna) na Polónia, na voivodia da Lubúsquia e no condado de Słubicki. A sede do condado é a cidade de Słubice.
De acordo com os censos de 2006, a comuna tem 19 566 habitantes, com uma densidade 105,5 hab/km².

## Área
Estende-se por uma área de 185,42 km², incluindo:
- área agricola: 45%
- área florestal: 37%

## Demografia
De acordo com dados de 2002, o rendimento médio per capita ascendia a 1692,31 zł.

## Comunas vizinhas
- Cybinka, Górzyca, Comuna de Rzepin.